# Бронштейн Бартон, Эна
Эна Бронштейн Бартон (исп. Ena Bronstein Barton; род. 3 сентября 1940, Сантьяго) — американская пианистка и музыкальный педагог.
Родилась в семье еврейских иммигрантов, переселившихся в Латинскую Америку из Бессарабии в конце 1930-х годов. Училась в Сантьяго у Елены Вайс, затем с 1957 г. в Нью-Йорке у Клаудио Аррау.
Выступала с такими дирижёрами, как Вальтер Зюскинд, Лоран Петижирар, Агустин Кульель, Вернер Торкановский (с последним записала, в частности, Первый концерт П. И. Чайковского).
В 1969—1982 годах преподавала в Университете штата Калифорния во Фресно, в настоящее время возглавляет фортепианное отделение Вестминстерской консерватории в составе Университета Райдера в Нью-Джерси.